# Currie Cup 1952
La Currie Cup de 1952 fue la vigésimo cuarta edición del principal torneo de rugby provincial de Sudáfrica.
El campeón fue el equipo de Transvaal quienes obtuvieron su cuarto campeonato.

## Participantes

### Fase Final
| Equipo    | Título                |
| --------- | --------------------- |
| Boland    | Ganador Sección Norte |
| Transvaal | Ganador Sección Sur   |

### Final
|  | Boland | 9 - 11 | Transvaal | Wellington, |  |

### Campeón
| Bandera de Sudáfrica |
| Campeón Transvaal    |
| Cuarto título        |